# Тангэ, Кэндзо
Кэ́ндзо Та́нгэ (丹下 健三 (яп. Тангэ Кэндзо), 4 сентября 1913 — 22 марта 2005) — японский архитектор. Отталкиваясь от традиционной японской эстетики и структурных принципов, проектировал в «интернациональном стиле» (муниципалитет Токио, 1952-57) и стиле «хай-тек» (штаб-квартира Fuji Television, 1996). Иностранный член РААСН.

## Карьера
Руководил перестройкой Хиросимы после бомбардировок 1945 года и созданием Парка мира и нескольких зданий в нём: музея, Городской дом собраний. Среди его работ — католический собор Пресвятой Девы Марии и Олимпийский центр (оба — в Токио, закончены в 1964 году). Одним из первых использовал перекрытия-оболочки: Олимпийский центр и собор Святой Марии в Токио, конгресс-холл в префектуре Эхимэ.
С середины 1960-х в центре интересов Тангэ и его архитекторского бюро — масштабная городская планировка (новый центр Скопье после землетрясения, столица Нигерии Абуджа, деловые кварталы Болоньи и Неаполя).
Лауреат Притцкеровской премии (1987). Кавалер Золотой медали Американского института архитектуры (1966).

## Галерея

Проекты
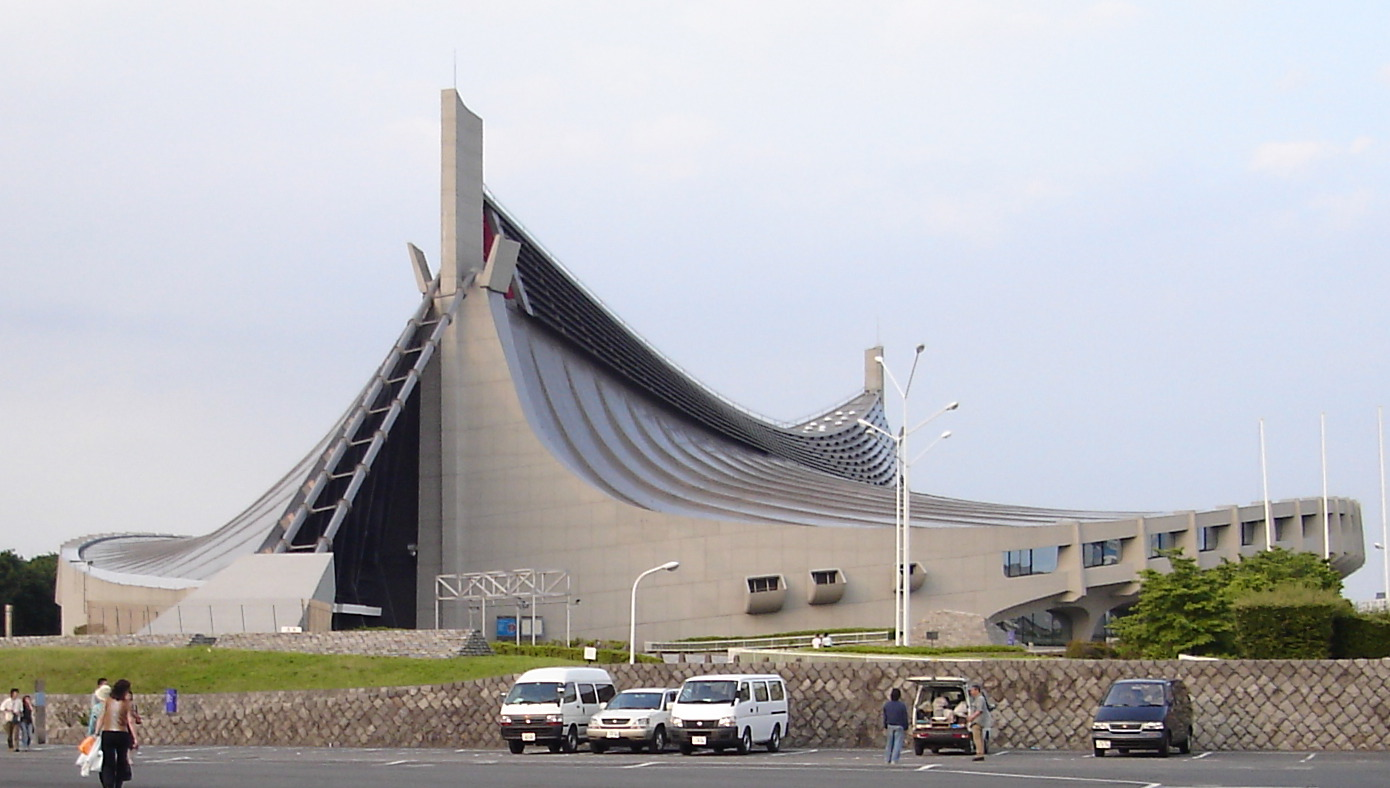
Национальный стадион Ёёги (1964) — пример структурного экспрессионизма
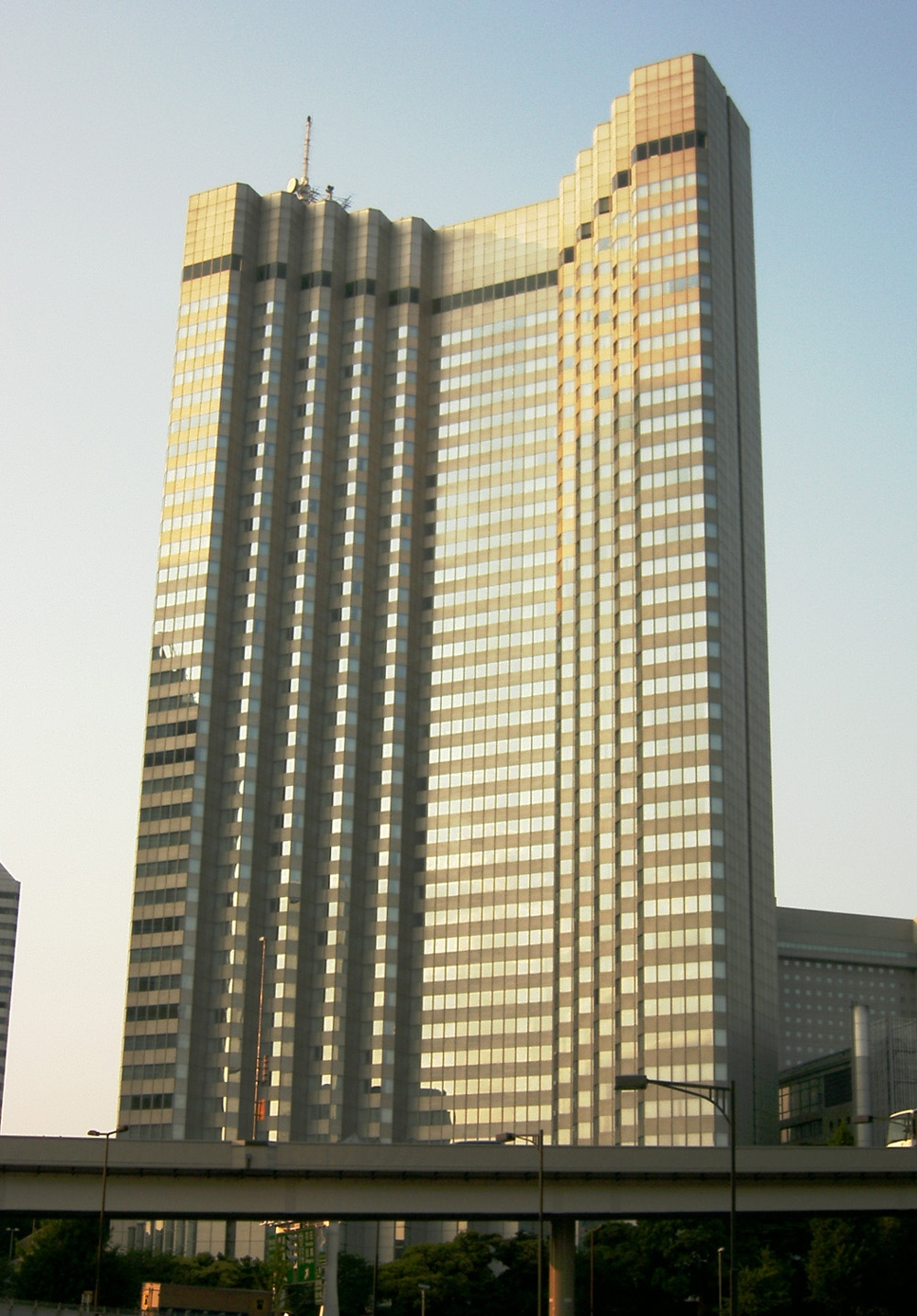
Отель Grand Prince Akasaka в Тиёде, Токио (1982) (демонтирован 2011-13 гг.[6])
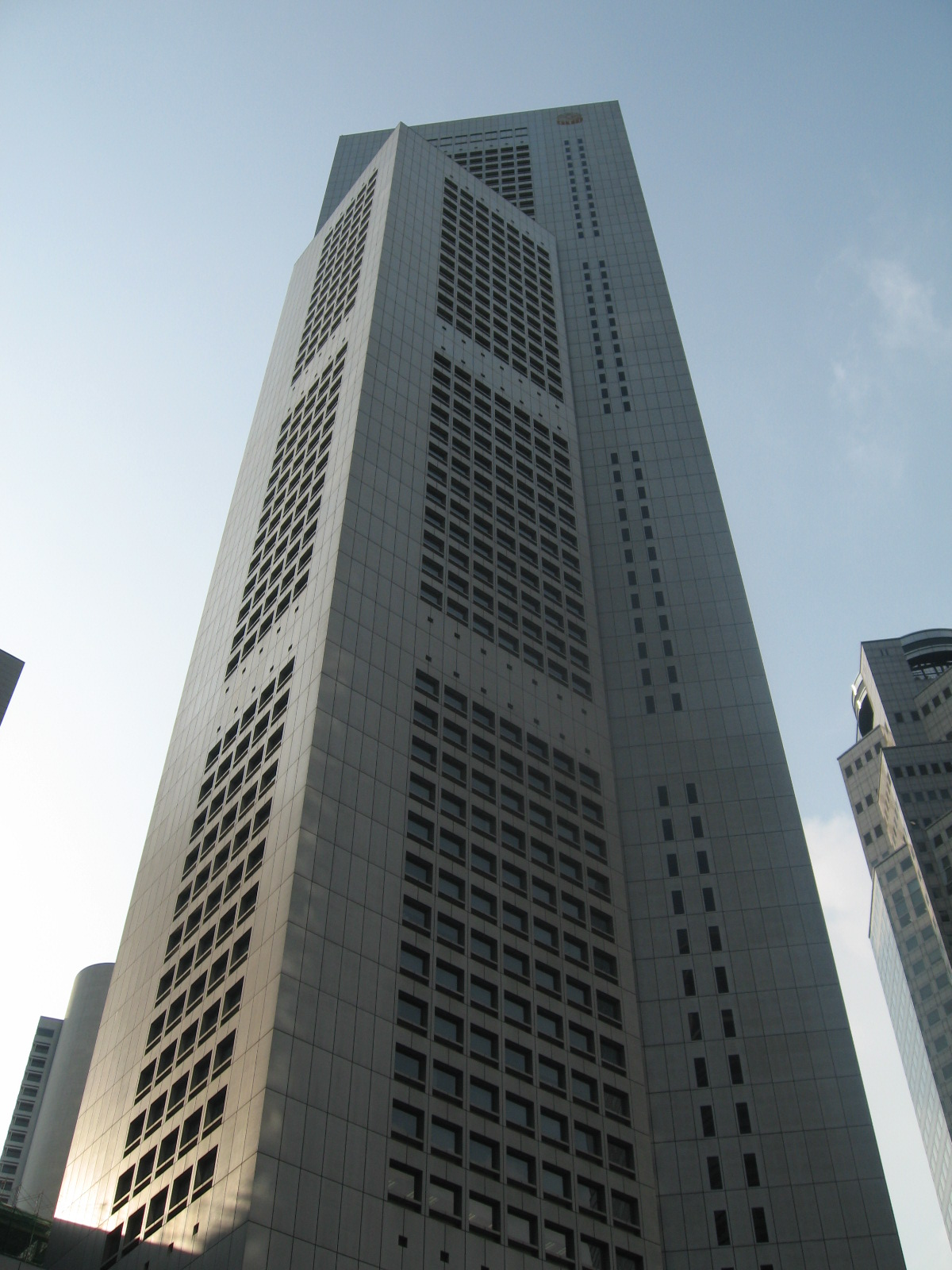
OUB Centre, Сингапур (1986)
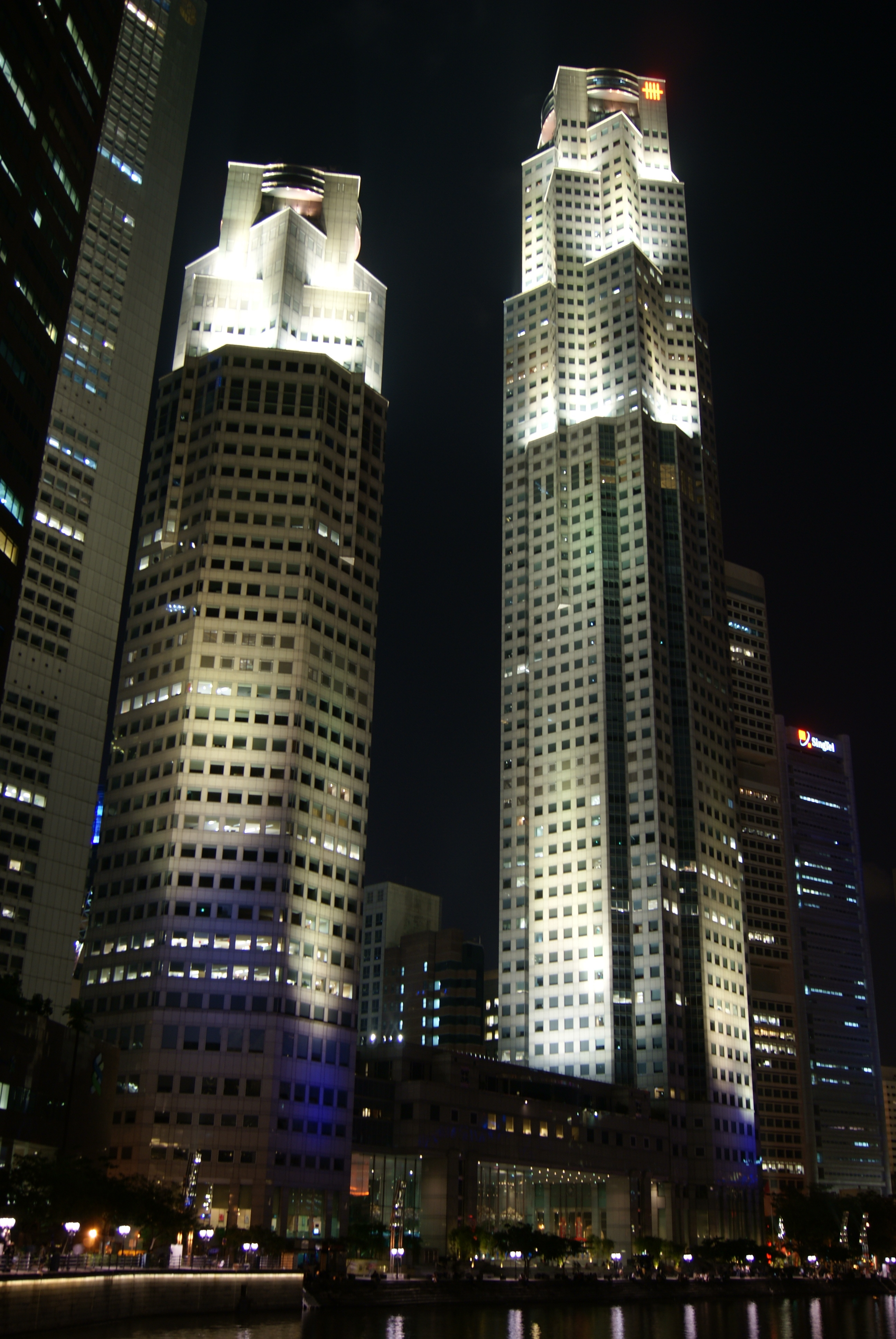
Площадь UOB, Сингапур (1992)
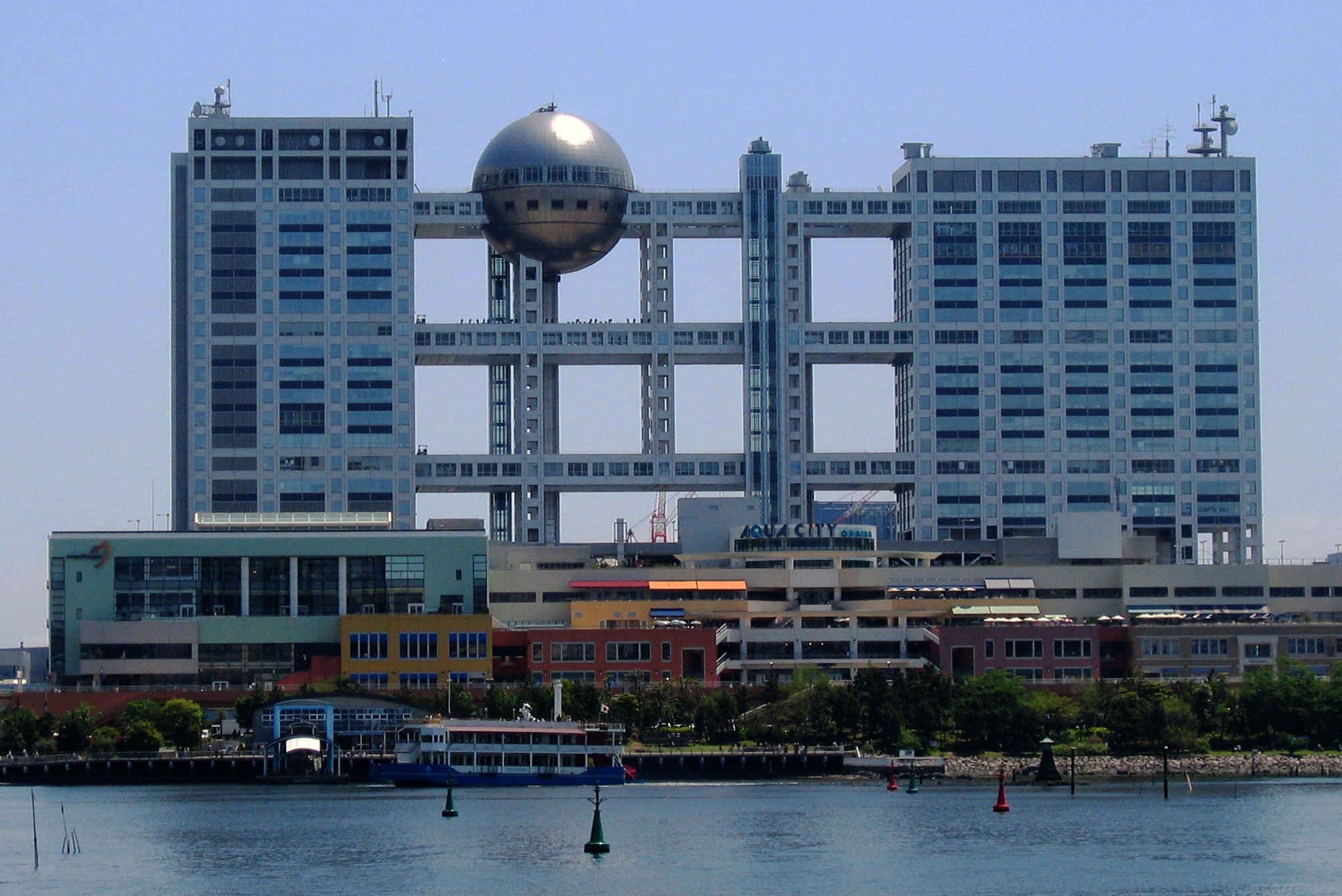
Здание Fuji Television в Одайбе, Токио (1996)
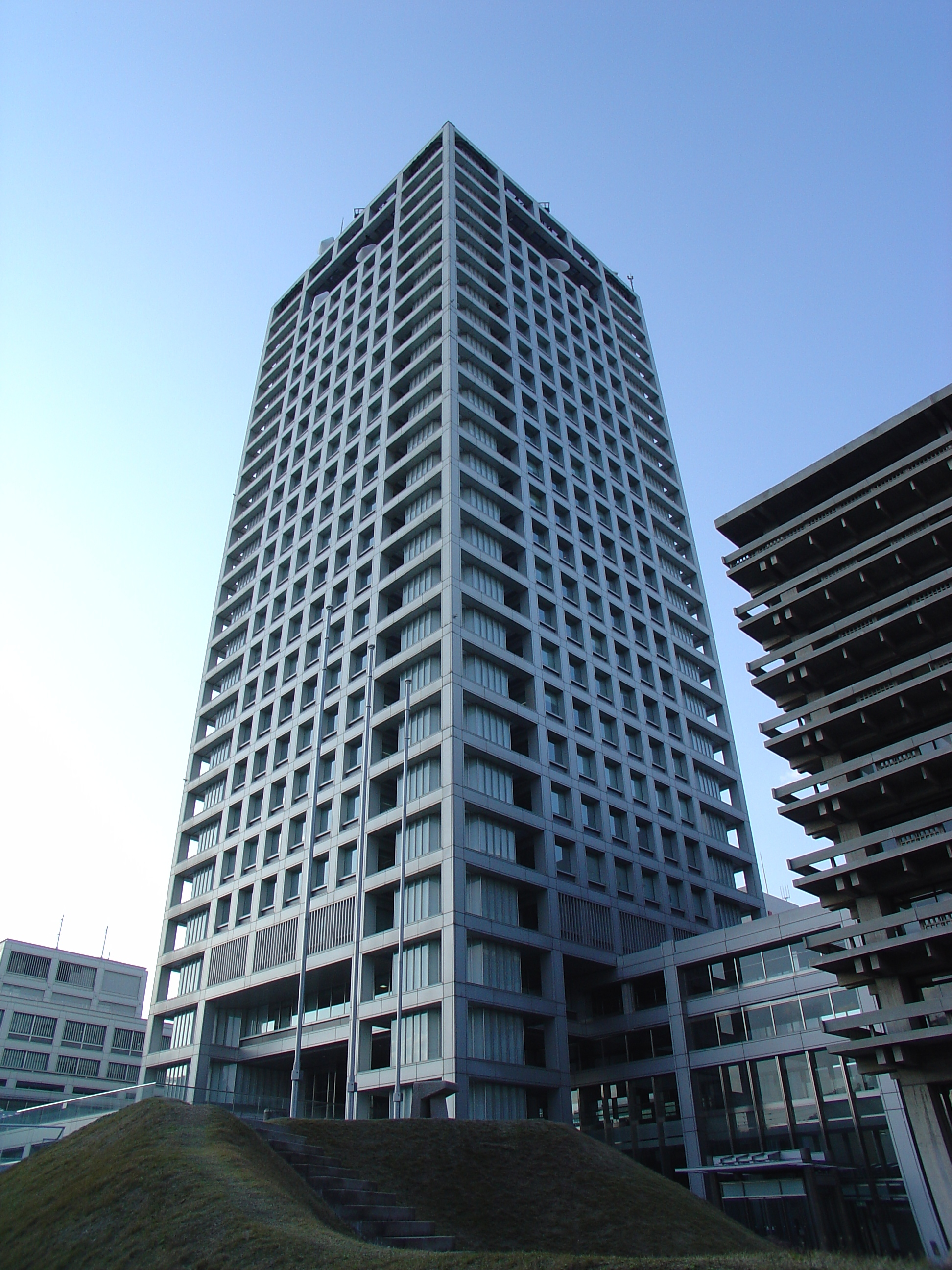
Здание префектуры в Кагаве, Япония (2000)
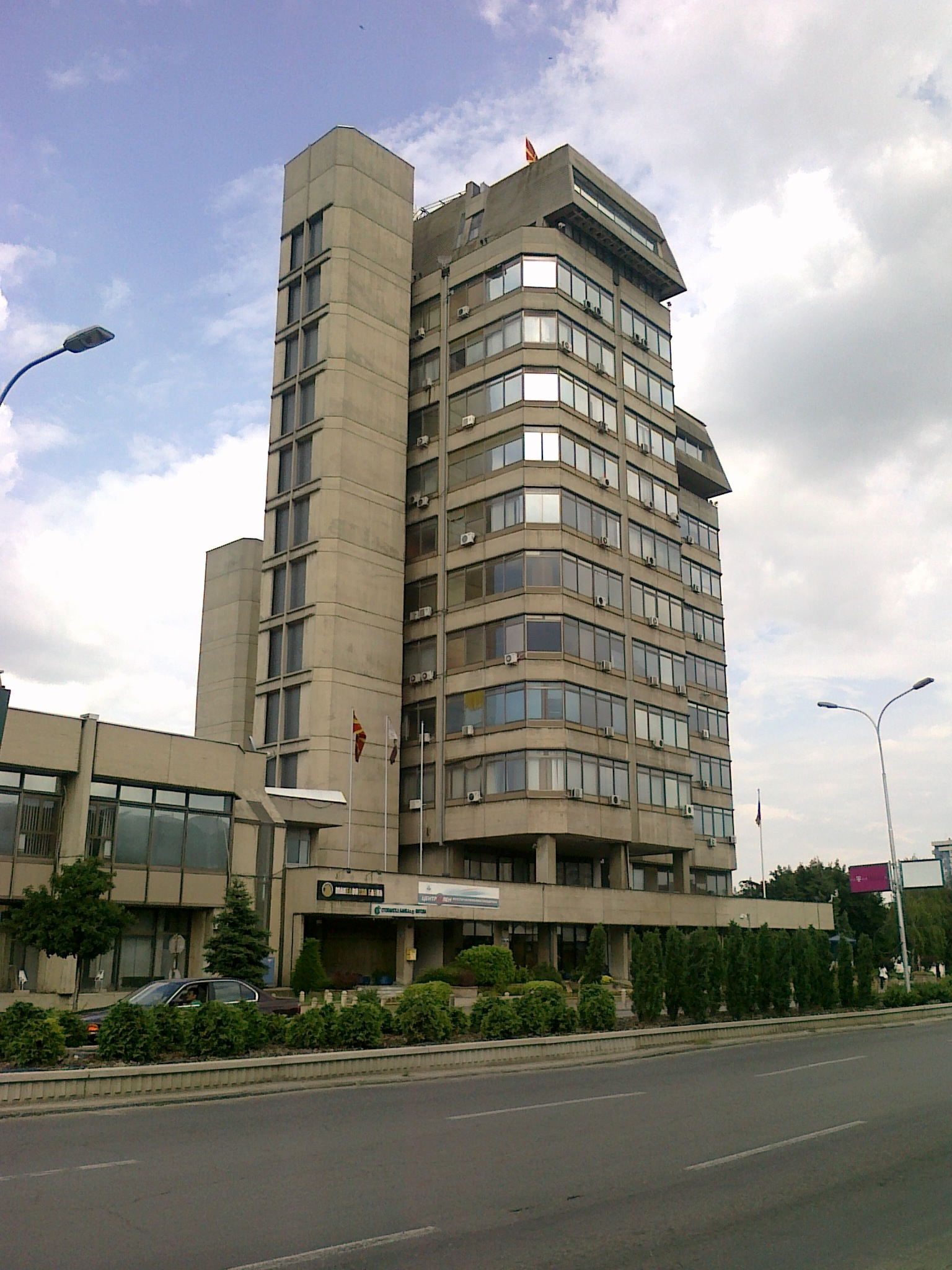
Национальный Банк Македонии
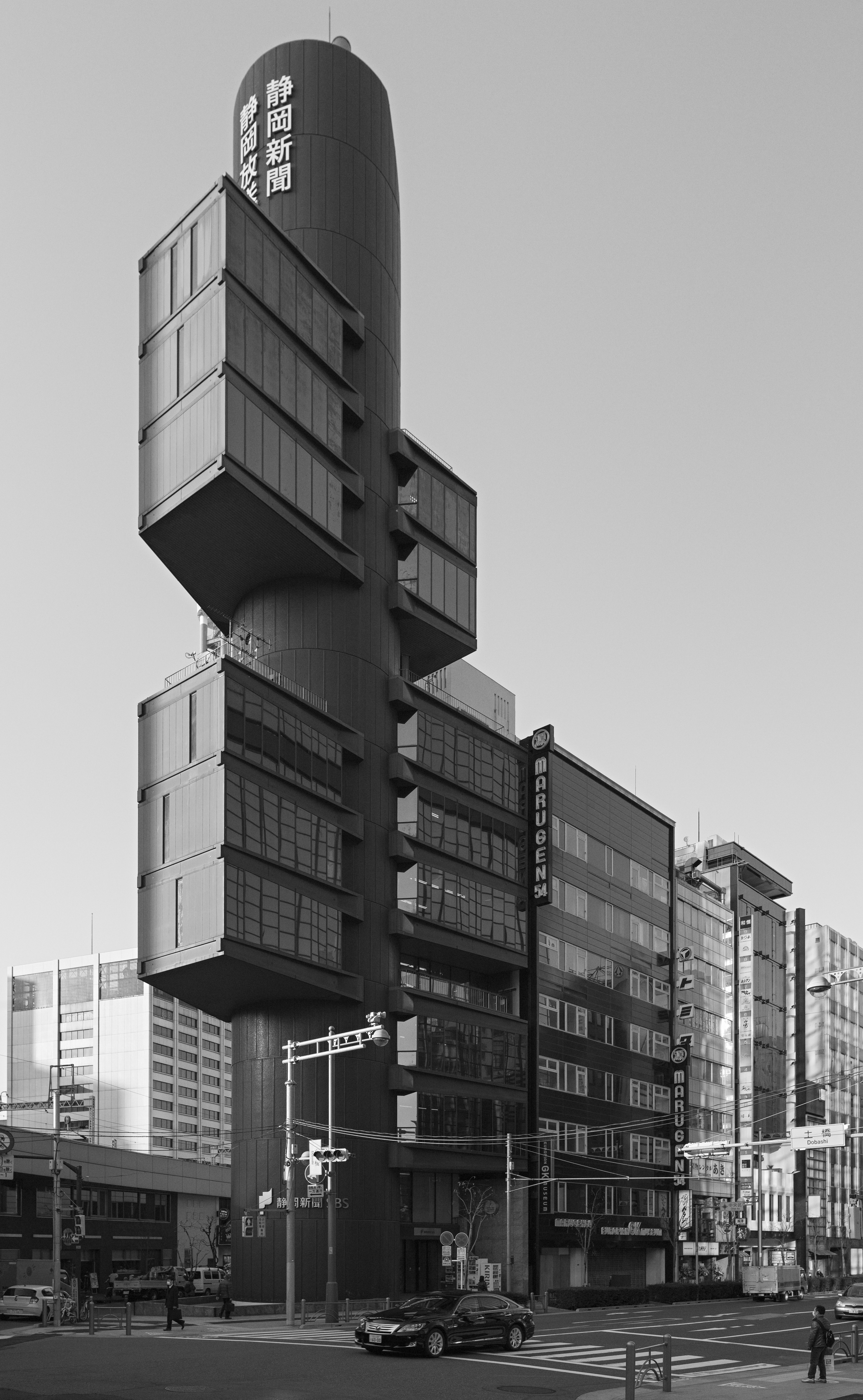
Пресс-центр в Сидзуоке